# Lagtingsvalget 1912
Lagtingsvalget på Færøerne 1912 blev afholdt 2. februar 1912 - der var kun valg i den sydlige del af landet. Sambandsflokkurin gik 20% tilbage, men mandatfordeligen mellem de to partier forblev alligevel uændret.

## Resultater
| Parti                 | Stemmer | Mandater i Lagtinget | Ændring fra 1910 (mandater) | Ændring fra 1910 (%) |
| --------------------- | ------- | -------------------- | --------------------------- | -------------------- |
| Sambandsflokkurin     | 52,3 %  | 13                   | —                           | -20,0                |
| Sjálvstýrisflokkurin  | 41,6 %  | 7                    | —                           | 17,3                 |
| Uavhengige kandidater | 6,0 %   | 0                    | —                           | 2,6                  |

## Eksterne Henvisninger
- Hagstova Føroya — Íbúgvaviðurskifti og val (Færøsk statistik)